# ウアトネ
アイルランド神話においてウアトネ（古アイルランド語：Úaithne、現代発音：発音 [ˈuənʲə]）は、ダグダの竪琴弾き。
かねてはダグダの竪琴の名（楽器の固有名）と解釈されていたが、近年の訳出では人物名ととられる向きが多い（ § 出例を参照）。
ただし辺見葉子は、"ウアトネという竪琴弾きは、「人物」というよりも、竪琴から旋律を引き出すダグダの能力を具現化したような存在ではないかと思われ"る、と解説する。

## 出例

### マグ・トゥレドの戦い
『マグ・トゥレドの第二の戦い』の記述によれば、ダグダの竪琴弾きウアトネが敵軍のフォウォレ族に連行されていた。終戦となり、ダグダは敵側の[宮廷の]饗宴館に乗り込んで、ブレス（敵将、フォウォレだが神族の王座につき圧政により戦争に）やその父をみつけ、その壁にダグダの竪琴が置かれていた。ダグダの竪琴には二つの名前があり、すなわち「二つの野の樫」（仮訳和名、原語名：Daur Dá Bláo）と「四つ角の音楽」 あるいは「正規[調律]の四角形」（いずれも仮訳和名、原語名：Cóir Cetharchair）であった。ダグダは（竪琴の）音楽を封じていたので、その名前で呼び寄せねば鳴らすことはできなかった。ダグダが（二つの）名前で呼ぶと（その詩歌が挿入される）、竪琴はみずからの意志で壁を離れてやって来たが、ついでに軌道上の九人の男を殺戮した。
たとえばグレゴリー夫人による再話では、この場面に出てくる「ウアトネ」を人物でなくダグダの「竪琴」だとしているが、他にも例はある。原文中の単語 cruitt の判断がきわどく、「ハープ」・「ハープ奏者」のどちらともとれる。この点、辺見葉子も、上述したようにウアトネは人物ではなく、ダグダの能力の擬人化ではないかとみている。その根拠だが、『マグ・トゥレドの第二の戦い』の展開状況から導いた結論である：すなわち、ダグダ、ルグ、オグマの三人でウアトネを救出するはずだが、その後、竪琴の言及はあれど竪琴弾きは現れない。そして竪琴弾きではなくダグダ自身が竪琴を弾く。その「三つの旋律」で敵をかく乱、「眠りの旋律」が効いて敵は眠りにおち、三人は脱出した、とあるが、「三人」がダグダ、ルグ、オグマのことであれば、救助されているはずのウアトネの姿はどこにもいない、よってウアトネは人ではなく"シンボリカルな存在"であろう、と考察される。

### フロイヒの牛捕り
また『フロイヒの牛捕り』によれば、 ダグダの竪琴弾きウアトネは、妖精ボアンドすなわちボイン川の女神とのあいだに三人の息子をもうけ、彼らもいずれ竪琴弾きとなった。息子らの名は 「嘆きの旋律」Goltraige 、「笑いの旋律」Gentraige、「眠りの旋律」Súantraigeで、彼女の分娩中 にウアトネが奏でた「三つの旋律」から名付けられたという。

## 語釈
電子版『アイルランド語辞典』（eDIL）では、úaithneには8つの項（8種の語義）がもうけられており、定義7としてウアトネ「ダグダの竪琴」としている。ところが、同じ定義7によれば、アイルランド語彙集で「オルフェウス」と語釈されており、とするならば人物のはずである。
ウアトネの竪琴は、『牛捕り』の旧訳者によれば、これは"出産 Childbirth"の意味である（eDIL定義2に合致する）。
ウアトネの竪琴は、辺見によれば「詩や音楽における調和」を意味するものであり、これは eDIL定義5 "concord in music" に合致する。フランスの学者フィリップ・ジュエ（Philippe Jouët）も、ダグダの竪琴の名として、ウアトネを「調和」の意味としており、竪琴の別名も「四角の調和」と解すれば、つじつまがあうとしている。ジュエは、別の著作で、ウアトネには"木"、"労（出産・分娩）"、"柱"、"調和"などの意味があるが、連続の比喩によるものだと仮説している。

## 大衆文化
池上良太著『図解 ケルト神話』では「ダグザの竪琴」の名として「ウーズネ」[?]、「ダウル・ダ・バラオ」、「コイア・ケサルハル」をもちいる。
アニメ作品『戦姫絶唱シンフォギア』においてキャロル・マールス・ディーンハイムが「ダウルダブラ」という器具をもつ。